# وو لین ته
وو لین ته (چینی: 伍連德; پین‌یین: Wǔ Liándé؛ ۱۸۷۹ مارس ۱۰–۲۱ ژانویه ۱۹۶۰)، که همچنین به عنوان Ng Leen Tuck نیز شناخته می‌شود یک پزشک اهل مالایا بود که برای کار خود در بهداشت عمومی، به خصوص طاعون منچوری از ۱۹۱۰–۱۹۱۱ مشهور شد.
وو اولین دانشجوی پزشکی از نژاد چینی بود که در دانشگاه کمبریج تحصیل کرد. وی همچنین اولین مالاییایی نامزد جایزه نوبل فیزیولوژی یا پزشکی در سال ۱۹۳۵ بود.

## زندگی و تحصیلات
وو در پنانگ، یکی از سه شهر Straits Settlements از ایالت ملاکا در سنگاپور سابق زاده شد که در حال حاضر به عنوان یکی از ایالت‌های مالزی است. پدرش مهاجر از تایشان چین بود و به کار زرگری می‌پرداخت. اگرچه خانواده مادرش از چین و از میراث هاکا بودند، او خود یک نسل دوم پراناکان متولد مالایا بود. وو چهار برادر و شش خواهر داشت. تحصیلات اولیه او در مدرسه رایگان پنانگ بود.

## حرفه
در سپتامبر ۱۹۰۳، وو به عنوان اولین دانشجوی تحقیقاتی به مؤسسه تحقیقات پزشکی در کوالالامپور پیوست. با این حال، هیچ پست تخصصی برای وی وجود نداشت، زیرا در آن زمان، یک سیستم پزشکی دو لایه در مستعمرات انگلیس فراهم می‌کرد که فقط اتباع انگلیس می‌توانند بالاترین مقامات افسران پزشکی یا متخصصان کاملاً واجد شرایط را داشته باشند. وو قبل از ورود به یک عمل خصوصی در اواخر سال ۱۹۰۴ در خیابان چولیا، جورج تاون، پنانگ، حرفه پزشکی خود را در زمینه تحقیق در مورد بری‌بری و کرم‌های دور (Ascarididae) گذراند.

## مرگ و بزرگداشت

### بزرگداشت
کارهای وو در زمینه اپیدمیولوژی چون دنیاگیری کووید-۱۹دارای اهمیت معاصر است.
در مارس ۲۰۲۱، وو به یک گوگل دودل مفتخر شد.